# 타이렐 말라시아
타이렐 말라시아(네덜란드어: Tyrell Malacia, 1999년 8월 17일, ~ )는 네덜란드의 축구 선수이다. 그의 포지션은 왼쪽 풀백으로, 현재 네덜란드 에레디비시의 PSV에서 활약하고 있다.